# Homonota
Homonota (Плямистий гекон) — рід геконоподібних ящірок родини Phyllodactylidae. Представники цього роду мешкають в Південній Америці.

## Види
Рід Homonota нараховує 14 видів:
- Homonota andicola Cei, 1978
- Homonota borellii (Peracca, 1897)
- Homonota darwinii Boulenger, 1885
- Homonota fasciata (A.M.C. Duméril & Bibron, 1836)
- Homonota horrida (Burmeister, 1861)
- Homonota itambere Cabral & Cacciali, 2021
- Homonota marthae Cacciali, Morando, L. Avila & G. Köhler, 2018
- Homonota rupicola Cacciali, I. Ávila & Bauer[fr], 2007
- Homonota septentrionalis Cacciali, Morando, Medina, G. Köhler, Motte & L. Avila, 2017
- Homonota taragui Cajade, Etchepare, Falcione, Barrasso & Alvarez, 2013
- Homonota underwoodi Kluge, 1964
- Homonota uruguayensis (Vaz-Ferreira & Sierra de Soriano, 1961)
- Homonota whitii Boulenger, 1885
- Homonota williamsii L. Ávila, Perez, Minoli & Morando, 2012

## Етимологія
Наукова назва роду Homonota походить від сполучення слів дав.-гр. ὁμως — спільний, подібний, пов'язаний і νωτος — спина, зад.